# 유다 마카베오

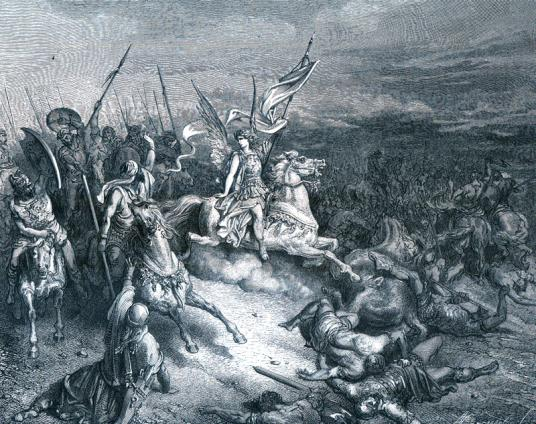
유다 마카베오

유다 마카베오(히브리어: יהודה המכבי, ? ~ 기원전 161년)는 헬레니즘 시대에 살았던 유대인들의 지도자로 이전 유대인들의 지도자 마타티아스의 아들이다. 그의 일생은 로마 가톨릭과 정교회에서 정경으로 사용하는 구약성서의 마카베오기 상권과 하권에 기록되어 있다.
유다 마카베오는 셀레우코스 제국의 박해에 저항하던 유대인들의 지도자 마타티아스의 아들로 마타티아스가 죽자 그의 뒤를 이어 벳 호론에서 아폴로니우스가 이끄는 이민족 군대와 리시아스의 셀레우코스 군대를 격파했다. 그리고 형제들과 함께 성전을 봉헌했다.
이에 자극받은 다른 이민족들이 침공하자 이를 막아냈으며 카파르살라마 부근에서 셀레우코스 제국의 장수 니카노르를 전사시키고 그의 군대를 무찔렀다. 이에 따라 셀레우코스 제국의 데메트리오스 1세가 대군을 이끌고 유대 지역을 침공하고 마카베오는 남은 군사 800명을 이끌고 최후의 돌격을 감행하다가 전사했다.
이후 그의 뒤를 이어 동생 요나단이 계속 셀레우코스 제국에 맞서 항전을 벌였다.

## 같이 보기
- 아홉 위인